# Jan Konopnicki
Jan Konopnicki (ur. 22 września 1905 w Krakowie, zm. 29 listopada 1980 tamże) – polski pedagog, badacz szkolnictwa.

## Życiorys
Urodził się 22 września 1905 w Krakowie, w rodzinie nauczyciela Edwarda i Anieli z Dąbrowskich. Ukończył Gimnazjum św. Jacka w Krakowie. Studiował historię i pedagogikę na Wydziale Filozoficzno-Historycznym Uniwersytetu Jagiellońskiego. Doktoryzował się w dziedzinie historii w 1930. W latach 1928–1929 pracował jako nauczyciel historii w Gimnazjum im. Stanisława Konarskiego w Oświęcimiu, następnie uczył przedmiotów pedagogicznych w seminariach nauczycielskich w Zaleszczykach (1930–1932) i Stanisławowie (1932–1934). Od 1934 do 1939 pełnił funkcję podinspektora szkolnego w Gródku Jagiellońskim.
Po wybuchu II wojny światowej poprzez Węgry przedostał się do Francji gdzie wstąpił do II Dywizji i Szkoły Podchorążych Armii Polskiej w Coëtquidan. W czerwcu 1940 razem z wojskiem został ewakuowany na Wyspy Brytyjskie. Służył w wojsku polskim rozlokowanym na terenie Szkocji (2 Batalion I Brygady Strzelców). W latach 1942–1946 organizował Polskie Studium Pedagogiczne w Edynburgu.
Do kraju wrócił w 1946. Od roku 1948 we Wrocławiu był wykładowcą pedagogiki w Studium Wychowania Fizycznego, następnie w latach 1953–1956 Wyższej Szkoły Wychowania Fizycznego, w latach 1954–1956 pełnił funkcję prodziekana ds. wychowawczych oraz kierownika Katedry Teorii i Metodyki Wychowania Fizycznego. W 1956 został mianowany docentem, a w 1959 profesorem nadzwyczajnym. W latach 1956–1962 był rektorem WSWF. Od 1962 pracował w Instytucie Pedagogiki Uniwersytetu Wrocławskiego. Następnie w Krakowie objął kierownictwo Katedry Pedagogiki Eksperymentalnej Wyższej Szkoły Pedagogicznej. W 1973 został mianowany profesorem zwyczajnym.
Badacz społecznych uwarunkowań sukcesów i niepowodzeń szkolnych oraz społecznego niedostosowania młodzieży. Stworzył fundamenty teoretyczne tzw. krakowskiej szkoły resocjalizacji.
Miał żonę Walerię (1906–1994) i dwie córki: Marię oraz Wiesławę.
Zmarł 28 listopada 1980 w Krakowie. Został pochowany na cmentarzu Rakowickim w Krakowie (kwatera Tdelta-płd-po lewej Majorów).

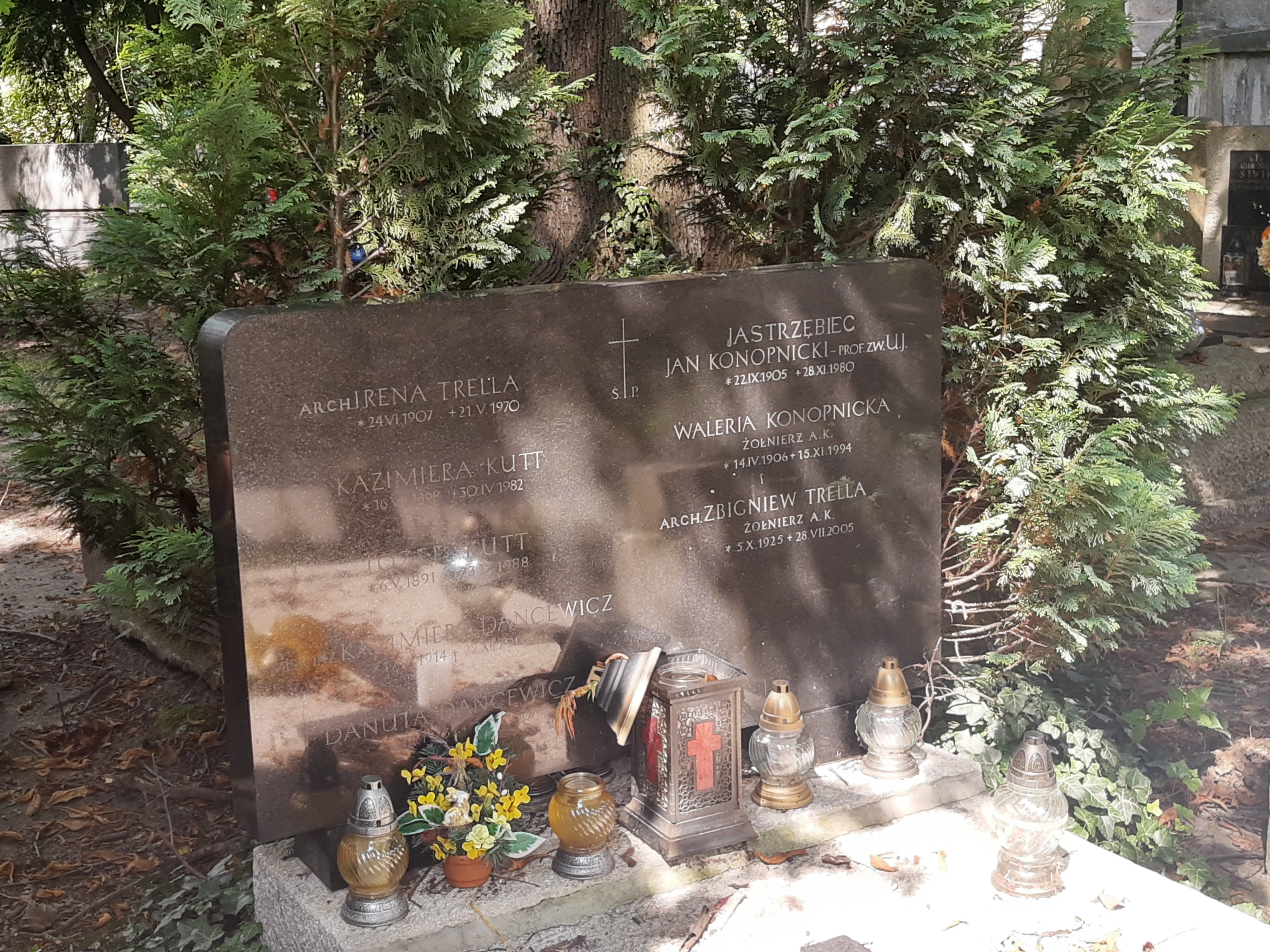
Grób prof. Jana Konopnickiego na cmentarzu Rakowickim w Krakowie

## Ważniejsze prace
- O metodach nauczania (1948)
- Problem opóźnienia w nauce szkolnej (1961)
- Powodzenia i niepowodzenia szkolne (1966)
- Niedostosowanie społeczne (1971)

## Ordery i odznaczenia
- Krzyż Kawalerski Orderu Odrodzenia Polski[5]